# Дроздовые мухоловки
Дроздовые мухоловки, или питоху (лат. Pitohui) — род воробьиных птиц из семейства иволговых.

## Описание
Питоху — это светлоокрашенные всеядные птицы, живущие в лесах Новой Гвинеи и Индонезии. Кожа и перья этих птиц содержат яд батрахотоксин, такой же, как у лягушки рода листолазов. И лягушки, и птицы получают яд при поедании жуков Choresine pulchra. На птиц батрахотоксин не действует, так как их иммунитет адаптировался к нему.

## Виды
Международный союз орнитологов относит к роду четыре вида:
- Pitohui kirhocephalus — Изменчивая дроздовая мухоловка, или изменчивый питоху
- Pitohui dichrous — Двуцветная дроздовая мухоловка, или двуцветный питоху
- Pitohui cerviniventris (Gray, 1862)
- Pitohui uropygialis (Gray, 1862)

Ранее в род включался так вид Pitohui cristatus — Хохлатая дроздовая мухоловка, или хохлатый питоху. В 1956 году он был выделен в монотипический род Ornorectes и его правильным названием считается Ornorectes cristatus.